# Museu Municipal de Montmeló
El Museu Municipal de Montmeló és un museu local d'història i arqueologia de Montmelò (Vallès Oriental).

## Can Caballé, seu del Museu
El Museu Municipal de Montmeló ocupa una antiga casa senyorial, Can Caballé, que fou construïda a l'entorn de l'any 1920. Es caracteritza per la presència de dues esveltes torres mirador i alguns elements decoratius d'inspiració modernista, com les sanefes de rajoles blanques i verdes en escacat que recorren la façana principal o les teules vidrades de color verd que remarquen els careners i les arestes de les cobertes. L'any 1987, l'Ajuntament va adquirir l'edifici i el 1996 s'aprova la seva rehabilitació per esdevenir la seu del futur Museu, que fou inaugurat el 1998.
El maig de 2013 es va signar un acord per ampliar la seu del museu. El local té una superfície de 317 metres quadrats i està situat al carrer Vic, al costat de l'actual edifici del museu, amb accés des de la Plaça de Joan Miró. El dret de superfície del local es valora en 238.373,59 € que es satisfarà amb un cànon de 544,84 € mensuals i per un termini de 25 anys.

## ExposicióMontmeló, camins i anys
L'exposició permanent presenta, sota el títol de Montmeló, camins i anys, l'evolució històrica del municipi en el context del Vallès i de Catalunya. A través d'aquesta mostra, el Museu de Montmeló recorre la història local i difon els diversos llegats que han deixat les cultures amb el pas del temps. Als mòduls de l'exposició es poden veure testimonis dels períodes neolític, ibèric, romà i medieval. Aquests mòduls giren a l'entorn de la col·lecció de materials arqueològics que l'Ignasi Cantarell va cedir al Museu Municipal de Montmeló el 1998. Al mòdul medieval, també es donen a conèixer les pintures murals romàniques que custodia l'església local de Santa Maria de Montmeló.

## Col·leccions

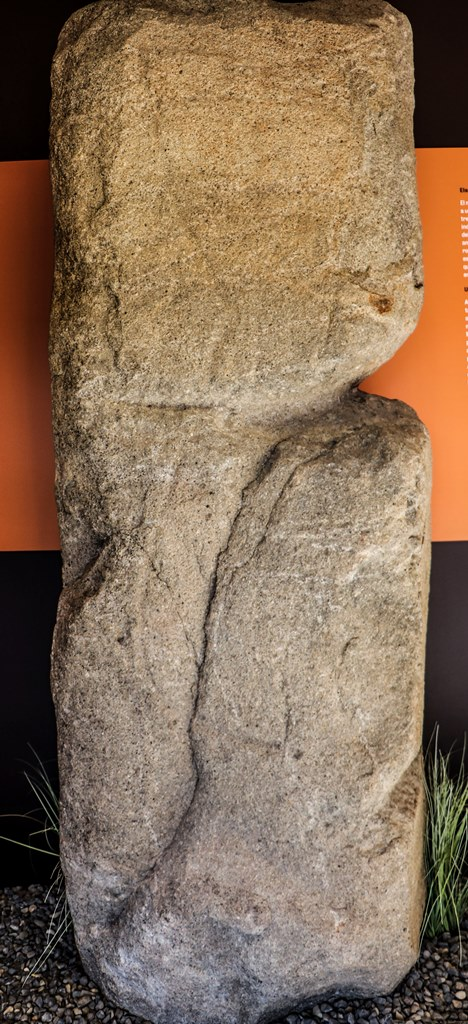
El menhir Pedra de Llinàs

### La Pedra de Llinás
La Pedra de Llinás és un menhir trobat l'any 1878 a la confluencia dels rius Mogent i Congost. L'any 1998 va ser instal·lat al museu. S'ha establert la datació de la pedra al període del Neolític final/Calcolític (3.500-2.200 a.e.c).
El menhir, construït sobre un gran bloc de pedra granodiorita, fa 2,37 m d'alçada per 82 cm d'amplada. Està seccionat pel solc transversal, corresponent a un intent de tall de la pedra per obtenir-ne blocs constructius. Conserva una inscultura en forma de doble oval o jou a la cara frontal.

### Mons Observans- Assentament romà de Can Tacó – Turó d'en Roina

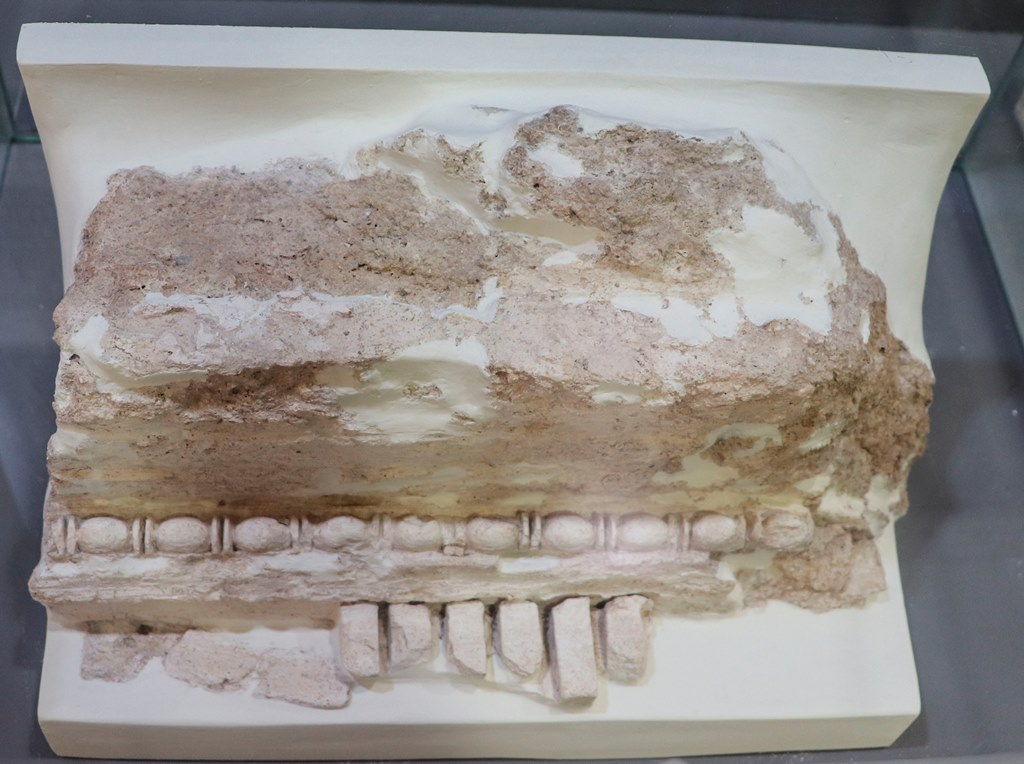
Fragments de pintures murals

El jaciment arqueològic de Can Tacó està en procés d'excavació des de l'any 2003 i des del novembre de 2007 està declarat com a Bé Cultural d'Interès Nacional. Aquest singular jaciment del segle ii aC s'inclourà dins el Parc Arqueològic i Natural del Turó de Can Tacó, comprès dins els municipis de Montmeló i de Montornès del Vallès, inaugurat en 2012.
El museu guarda troballes de fragments d'estucs de pintures murals i de columnes del primer estil pompeià (150 a.e.c - 80 a.e.c) que decoraven les principals estances de l'assentament romà.